# Lancia Aprilia
Lancia Aprilia – czterodrzwiowy sedan produkowany od 1936 do 1949 roku przez włoską firmę Lancia.

## Historia modelu
Samochód był dalszą wersją rozwojową Lancii Augusty będącej prekursorem Aprilii. Auto było nowatorskie jak na owe czasy ze względu na nowoczesną karoserię oraz nowe rozwiązania techniczne. Aprilia pozostała wierna tradycjom Lancii – została wyposażona w czterocylindrowy silnik w układzie V o ostrym kącie rozwidlenia, niezależne zawieszenie kół przednich z kolumnami teleskopowymi i sprężynami śrubowymi oraz niezależne zawieszenie kół tylnych (poprzeczne resory piórowe). Jej samonośne czterodrzwiowe nadwozie charakteryzowało się łagodnymi okrągłymi wykończeniami i opływową linią, która pozwoliła na rozpędzenie się do blisko 130 km/h przy niedużym zużyciu paliwa, co pozwoliło nazywać Aprilię samochodem sportowym. 

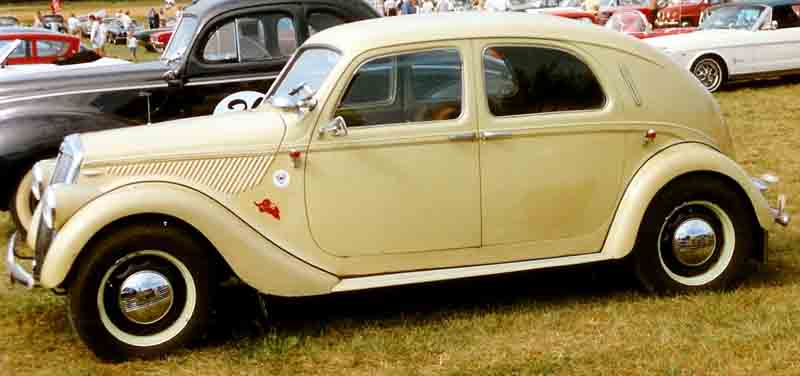
Lancia Aprilia z 1947 roku

W Aprilii po raz pierwszy w silniku Lancii zastosowano półkuliste komory spalania z zaworami umieszczonymi po przeciwnych stronach, a napędzanymi wałkiem rozrządu w głowicy poprzez dźwignię zaworów. Samochód wyposażony był w hamulce bębnowe na wszystkie cztery koła.
Dzięki tym unowocześnieniom samochód bardzo dobrze sprzedawał się mimo kryzysu wojennego aż do końca lat 40., kiedy to został zastąpiony modelem Appia.